# Rosie (album của Rosé)
Rosie là album phòng thu đầu tay của nữ ca sĩ người New Zealand gốc Hàn Quốc Rosé. Album được  The Black Label và Atlantic Records phát hành vào ngày 6 tháng 12 năm 2024. Đây là album đầu tiên được phát hành solo kể từ khi cô rời YG Entertainment và Interscope Records vào năm 2023. Ngày 18 tháng 10 năm 2024, đĩa đơn chính của album "Apt." được phát hành.

## Bối cảnh
Tháng 12 năm 2023, YG Entertainment tuyên bố các thành viên trong nhóm nhạc Blackpink bao gồm cả Rosé sẽ chỉ gia hạn hợp đồng cho các hoạt động nhóm và sẽ không gia hạn cho các hoạt động cá nhân. Ngày 18 tháng 6 năm 2024, cô công bố đã ký hợp đồng quản lý với The Black Label, một hãng thu âm có liên kết với YG Entertainment và Atlantic Records vào ngày 26 tháng 9.
Tháng 10 năm 2024, Rosé đăng một bài thông báo về album phòng thu đầu tiên của cô, Rosie sẽ được phát hành vào ngày 6 tháng 12. Bài bao gồm có bìa album, mô tả cận cảnh nữ ca sĩ đang nằm với mái tóc xoăn màu vàng. Với 12 ca khúc, Rosie được đánh giá là đại diện cho "một sự tràn trề danh dự" từ cô, khẳng định chính Rosé là người đồng sáng tác cho toàn bộ album.

## Đánh giá chuyên môn
| Đánh giá chuyên môn | Đánh giá chuyên môn |
| Điểm trung bình     | Điểm trung bình     |
| Nguồn               | Đánh giá            |
| ------------------- | ------------------- |
| Metacritic          | 70/100              |
| Nguồn đánh giá      |                     |
| Nguồn               | Đánh giá            |
| AllMusic            | [ 9 ]               |
| Clash               | 8/10                |
| Financial Times     | [ 11 ]              |
| IZM                 | [ 12 ]              |
| The New York Times  | [ 13 ]              |
| NME                 | [ 14 ]              |
| Pitchfork           | 5,5/10              |
| Riff Magazine       | 8/10                |
| Rolling Stone       | [ 17 ]              |

## Vinh danh
| Năm  | Tổ chức                  | Giải thưởng                                                             | Ct.    |
| ---- | ------------------------ | ----------------------------------------------------------------------- | ------ |
| 2024 | Kỷ lục Thế giới Guinness | Nghệ sĩ K-pop nữ có thứ hạng cao nhất trên bảng xếp hạng album ở Hoa Kỳ | [ 18 ] |

## Danh sách bài hát
| Danh sách bài hát của Rosie | Danh sách bài hát của Rosie | Danh sách bài hát của Rosie | Danh sách bài hát của Rosie   | Danh sách bài hát của Rosie |
| STT                         | Nhan đề                     | Sáng tác | Sản xuất                      | Thời lượng                  |
| --------------------------- | --------------------------- | --- | ----------------------------- | --------------------------- |
| 1.                          | "number one girl"           | Chae Young Park Amy Allen Bruno Mars Carter Lang Dernst "D'Mile" Emile II Dylan Wiggins Omer Fedi                                                       | Mars D'Mile Fedi Lang Wiggins | 3:36                        |
| 2.                          | "3am"                       | Park Allen Douglas Ford Mark Williams Raul Cubina Jacob Weinberg                                                                                        | Ojivolta Jake Weinberg        | 2:34                        |
| 3.                          | "two years"                 | Park Michael Pollack Gregory Hein Isaiah Tejada Jordan K. Johnson Stefan Johnson                                                                        |                               | 2:48                        |
| 4.                          | "toxic till the end"        | Park Pollack Emily Schwartz Evan Blair | Blair                         | 2:37                        |
| 5.                          | "drinks or coffee"          | Park Allen Fedi Blake Slatkin Lang Wiggins | Fedi Slatkin Lang Wiggins     | 2:13                        |
| 6.                          | "Apt." (với Bruno Mars)     | Park Amy Allen Christopher "Brody" Brown Rogét Chahayed Omer Fedi Phillip Lawrence Bruno Mars Theron Thomas Henry Walter Michael Chapman Nicholas Chinn | Mars Cirkut Fedi Chahayed     | 2:50                        |
| 7.                          | "gameboy"                   | Park Allen Hein Ford Williams Cubina Rob Bisel | Ojivolta Bisel                | 2:47                        |
| 8.                          | "stay a little longer"      | Park Sarah Aarons Andrew Wells | Wells                         | 4:07                        |
| 9.                          | "not the same"              | Park Allen Ford Williams Cubina Bisel | Ojivolta Bisel                | 3:04                        |
| 10.                         | "call it the end"           | Park Schwartz Elof Loelv Pollack Griff Clawson | Pollack Clawson               | 2:21                        |
| 11.                         | "too bad for us"            | Park Jason Evigan Wayne Hector Gian Stone Ben Fielding Dean Ussher Freddy Wexler Ben Fielding Dean Ussher                                               | Wexler                        | 3:56                        |
| 12.                         | "dance all night"           | Park Maureen MacDonald Greg Kurstin | Kurstin                       | 3:35                        |
| Tổng thời lượng:            | Tổng thời lượng:            | Tổng thời lượng: | Tổng thời lượng:              | 36:28                       |

| Track tặng kèm phiên bản vinyl giới hạn của Rosie | Track tặng kèm phiên bản vinyl giới hạn của Rosie | Track tặng kèm phiên bản vinyl giới hạn của Rosie | Track tặng kèm phiên bản vinyl giới hạn của Rosie | Track tặng kèm phiên bản vinyl giới hạn của Rosie |
| STT                                               | Nhan đề                                           | Sáng tác                                          | Sản xuất                                          | Thời lượng                                        |
| ------------------------------------------------- | ------------------------------------------------- | ------------------------------------------------- | ------------------------------------------------- | ------------------------------------------------- |
| 13.                                               | "Vampirehollie"                                   | Park Allen Walter Fedi                            | Cirkut Fedi                                       | 2:22                                              |
| Tổng thời lượng:                                  | Tổng thời lượng:                                  | Tổng thời lượng:                                  | Tổng thời lượng:                                  | 38:50                                             |

## Bảng xếp hạng
| Bảng xếp hạng (2024)                     | Vị trí cao nhất |
| ---------------------------------------- | --------------- |
| Australian Albums (ARIA)                 | 2               |
| Album Hà Lan (Album Top 100)             | 14              |
| Album Phần Lan (Suomen virallinen lista) | 23              |
| Album Đức (Offizielle Top 100)           | 8               |
| Album Ireland (OCC)                      | 26              |
| Italian Albums (FIMI)                    | 17              |
| Album Nhật Bản (Oricon)                  | 10              |
| Japanese Combined Albums (Oricon)        | 8               |
| Japanese Hot Albums (Billboard Japan)    | 8               |
| Lithuanian Albums (AGATA)                | 10              |
| New Zealand Albums (RMNZ)                | 3               |
| New Zealand Aotearoa Albums (RMNZ)       | 1               |
| Norwegian Albums (VG-lista)              | 14              |
| Album Scotland (OCC)                     | 10              |
| South Korean Albums (Circle)             | 2               |
| Swedish Albums (Sverigetopplistan)       | 35              |
| Album Anh Quốc (OCC)                     | 4               |

## Chứng nhận và doanh số
| Quốc gia                                                    | Chứng nhận  | Số đơn vị/doanh số chứng nhận |
| ----------------------------------------------------------- | ----------- | ----------------------------- |
| Canada (Music Canada)                                       | Vàng        | 40.000‡                       |
| Pháp (SNEP)                                                 | Vàng        | 50.000‡                       |
| Nhật Bản                                                    | —           | 25.278                        |
| New Zealand (RMNZ)                                          | Vàng        | 7.500‡                        |
| Hàn Quốc (KMCA)                                             | 2× Bạch kim | 577.974                       |
| Hoa Kỳ                                                      | —           | 82.000                        |
| ‡ Chứng nhận dựa theo doanh số tiêu thụ và phát trực tuyến. |             |                               |

## Lịch sử phát hành
| Vùng      | Ngày             | Định dạng                                     | Nhãn                     | Ct.    |
| --------- | ---------------- | --------------------------------------------- | ------------------------ | ------ |
| Nhiều nơi | 6 tháng 12, 2024 | CD LP vinyl cassette tải nhạc phát trực tuyến | The Black Label Atlantic | [ 43 ] |